# Gabrovo (provins)
Gabrovo er en af de 28 provinser i Bulgarien, beliggende i den centrale del af landet, grænsende til Stara Zagora- Veliko Tarnovo-, Lovetj- og Plovdiv-provinserne. Provinsen har et areal på 2.023 kvadratkilometer, hvilket gør den til den arealmæssigt mindste egentlige provins i landet, idet kun hovedstaden Sofia, der har status som en provins, er mindre. Provinsens indbyggertal (pr. 2009) er på 137.461.Folketællingen 7. september 2021 viste et indbyggertal på 98.387 i provinsen. Klik på referencen under indledningen i artiklen om Bulgarien for resultat af folketælling.
Gabrovos hovedstad er byen Gabrovo, der med sine ca. 71.000 indbyggere også er provinsens største by. Af andre store byer kan nævnes Sevlievo (ca. 27.000 indbyggere), Tryavna (ca. 11.000 indbyggere) og Dryanovo (ca. 9.000 indbyggere).